# オクターブ・カランドロー

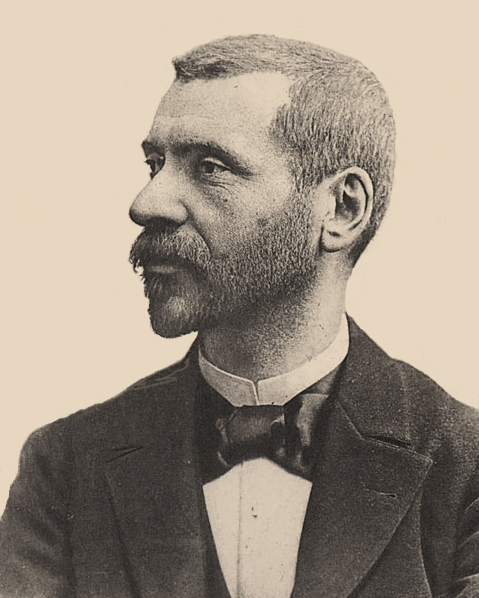
オクターブ・カランドロー

オクターブ・カランドロー（Pierre Jean Octave Callandreau、1852年9月18日 - 1904年2月13日）は、フランスの天文学者である。天体力学の分野を研究した。
アングレームに生まれた。エコール・ポリテクニークを卒業し、1874年パリ天文台に入り、1884年頃には観測助手(astronome adjoint)、1897年には指導観測者(astronome titulaire)になった。1880年に小惑星ヘラの摂動をヨハン・ギルデンの方法を用いて解析する研究で博士号を得た。1884年から「天文学報」(Bulletin astronomique)の編集者になり、1893年にエコール・ポリテクニークの天文学、測地学の教授となった。1904年パリで没した。
30年近い天文学の経歴において、特に1880年代後半、惑星による小天体摂動を研究し、フェリクス・ティスランとともに木星による彗星の捕獲の理論を展開した。